# Hansara
Hansara (nep. हँसरा) – gaun wikas samiti w zachodniej części Nepalu w strefie Lumbini w dystrykcie Gulmi. Według nepalskiego spisu powszechnego z 2001 roku liczył on 627 gospodarstw domowych i 3078 mieszkańców (1731 kobiet i 1347 mężczyzn).